# Stor-Gäddkärnen
Stor-Gäddkärnen är en sjö i Sorsele kommun i Lappland och ingår i Umeälvens huvudavrinningsområde. Sjön har en area på 0,0896 kvadratkilometer och ligger 575,3 meter över havet.

## Delavrinningsområde
Stor-Gäddkärnen ingår i det delavrinningsområde (725679-155158) som SMHI kallar för Mynnar i Storjuktan. Medelhöjden är 570 meter över havet och ytan är 35,73 kvadratkilometer. Räknas de 2 avrinningsområdena uppströms in blir den ackumulerade arean 75,29 kvadratkilometer. Stabburbäcken som avvattnar avrinningsområdet har biflödesordning 3, vilket innebär att vattnet flödar genom totalt 3 vattendrag innan det når havet efter 295 kilometer. Avrinningsområdet består mestadels av skog (80 procent) och sankmarker (17 procent). Avrinningsområdet har 0,69 kvadratkilometer vattenytor vilket ger det en sjöprocent på 1,9 procent.